# Nicola De Maria
Nicola De Maria (Foglianise, 6 dicembre 1954) è un artista e pittore italiano.

## Biografia

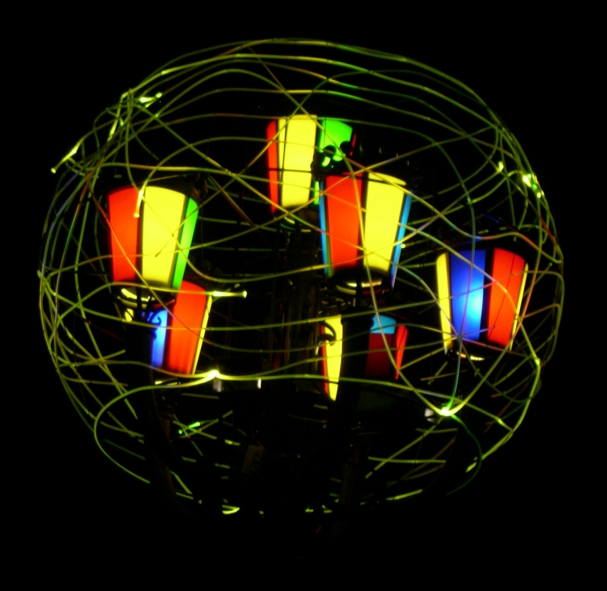
Nicola De Maria, Regno dei fiori, opera esposta alla rassegna Luci d'artista, Torino

Residente e attivo a Torino, De Maria è uno dei cinque artisti della Transavanguardia italiana, teorizzata da Achille Bonito Oliva nel 1978, ma, a differenza degli altri esponenti del gruppo, come Sandro Chia, Francesco Clemente, Enzo Cucchi e Mimmo Paladino, il suo lavoro si è principalmente concentrato sull'astrattismo e su un approccio pittorico nel quale i limiti della tela venivano superati per entrare in relazione con lo spazio circostante. De Maria ha esposto alla Biennale di Venezia (1980, 1988, 1990), a Documenta 7 a Kassel in Germania (1982), alla XVI Biennale di San Paolo in Brasile (1981), alla IV Biennale di Sydney in Australia (1982) ed alla Quadriennale di Roma (2005, 2012).
Retrospettive del suo lavoro si sono svolte al Museum Haus Lange Krefeld (1983), alla Kunsthalle Basel di Basilea (1983), alla Kunsthaus di Zurigo (1985), al Stedeljik van Abbemuseum di Eindhoven (1985), al Seibu Museum of Modern Art di Tokyo (1988), al Musèe des Beaux Arts Nimes (1994), al Kunstverein Ludwigsburg (1994), al Liechtensteinische Staatliche Kunstsammlung, Vaduz (1998), al Museo d'Arte Contemporanea di Roma (2004), al Museo Pecci di Prato (2012) e alla Galleria Civica d'Arte Moderna e Contemporanea di Torino (2013). In merito alla Transavanguardia, ha inoltre partecipato alle retrospettive al Castello di Rivoli nel 2002 e a Palazzo Reale a Milano nel 2011.

## Opere nei musei
- MAON Museo d'arte dell'Otto e Novecento di Rende[10]
- Collezione Roberto Casamonti, Firenze